# پسرک و مرغ ماهی‌خوار
پسرک و مرغ ماهی‌خوار (ژاپنی: 君たちはどう生きるか هپبورن: Kimitachi wa Dō Ikiru ka, ت.ت. 'چطور زندگی می‌کنید؟') فیلم فانتزی پویانمایی‌شدهٔ ژاپنی محصول ۲۰۲۳ به نویسندگی و کارگردانی هایائو میازاکی است که به‌وسیلهٔ استودیو جیبلی تولید شده‌است. عنوان ژاپنی فیلم به رمانی با همین نام اشاره دارد که در سال ۱۹۳۷ چاپ شد و در فیلم نمایان می‌شود، اما خود فیلم داستانی غیراقتباسی دارد که به رمان وابسته نیست. گروه صداپیشگان ژاپنی را سوما سانتوکی، ماساکی سودا، ایمیون، یوشینو کیمورا، شوهی هینو، کو شیباساکی و تاکویا کیمورا تشکیل می‌دهند. این فیلم داستانِ پسری به‌نام ماهیتو ماکی در طول جنگ اقیانوس آرام را دنبال می‌کند که پس از مرگ مادرش، برج متروکه‌ای را در شهر جدیدش کشف می‌کند و با یک حواصیل خاکستریِ سخنگو وارد دنیایی خیال‌پردازانه می‌شود.
میازاکی در سپتامبر ۲۰۱۳ بازنشستگی خود را اعلام کرد اما پس از کار بر روی فیلم کوتاه بورو کاترپیلار که در سال ۲۰۱۸ اکران شد، این تصمیم را پس گرفت. او در ژوئیهٔ ۲۰۱۶ برای یک پروژه بلند جدید شروع به خیالات‌سرایی کرد و مراحل تولید رسمی در مهٔ ۲۰۱۷ آغاز شد. عنوان فیلم در اکتبر ۲۰۱۷ اعلام شد و زمان اکران آن برای پیرامونِ بازی‌های المپیک تابستانی ۲۰۲۰ تعیین شد. تا مهٔ ۲۰۲۰، ۳۶ دقیقه از فیلم به‌وسیلهٔ ۶۰ انیماتور بدون موعد مقرر با دست پویانمایی شده بود. تولید تقریباً هفت سال طول کشید و با تأخیر مواجه شد؛ زیرا چالش‌های وابسته به دنیاگیری کووید-۱۹ را پشت سر گذاشته بود و میازاکی ضرب‌آهنگ پویانمایی را کم کرده بود. مراحل ساخت در اکتبر ۲۰۲۲ به پایان رسید. به‌گفتهٔ تهیه‌کننده توشیو سوزوکی، پسر و مرغ ماهی‌خوار پرهزینه‌ترین فیلمی است که تا اکنون در ژاپن ساخته شده‌است. فیلم‌نامه به‌شدت از دوران کودکی میازاکی الهام می‌گیرد و موضوعات مربوط به سن بلوغ و کنار آمدن با دنیایی که مشخصهٔ آن، کشمکش و از دست دادن است را بررسی می‌کند. جو هیسایشی موسیقی متن فیلم را ساخت، در حالی که کنشی یونزو ترانهٔ اصلی فیلم، «گوی چرخان» را نوشت و اجرا کرد.
پسر و مرغ ماهی‌خوار در ۱۴ ژوئیه ۲۰۲۳ به‌وسیلهٔ توهو در سینماهای ژاپن به نمایش درآمد و در سینماهای مرسوم و سایر فرمت‌های برتر مانند آی‌مکس اکران شد. اکران فیلم به‌دلیل عدم وجود خودخواستهٔ هرگونه تبلیغات مورد توجه قرار گرفت. استودیو جیبلی ترجیح داد پیش از اکران در ژاپن هیچ تریلر، تصویر، خلاصه یا جزئیات بازیگری فیلم را به استثنای یک پوستر منتشر نکند. این فیلم مورد تحسین منتقدان قرار گرفت و بیش از ۲۹۴ میلیون دلار در سراسر جهان فروش داشت. در میان افتخارات متعددی که دریافت کرد، این فیلم برندهٔ جوایز گلدن گلوب و اسکار بهترین فیلم پویانمایی شد.

## تولید
میازاکی کار ساخت انیمیشن را از ژوئیه سال ۲۰۱۶ آغاز کرد که این موضوع بعداً توسط مدیر اجرایی استودیو توشیو سوزوکی تأیید شد. در اکتبر سال ۲۰۱۷، استودیو جیبلی اعلام کرد که عنوان این فیلم پسر و مرغ ماهی‌خوار خواهد بود.
توشیو سوزوکی در اوت ۲۰۱۸ گفت که زمان پیش‌بینی شده برای پایان ساخت انیمه بین سالهای ۲۰۲۱ و ۲۰۲۲ خواهد بود. میازاکی در مصاحبه اواخر سال ۲۰۱۹ با ان‌اچ‌کی اعلام کرد که انتظار نمی‌رود که ساخت فیلم به این زودی به پایان برسد. او گفت که در سن جوانی خود توانایی تولید ۱۰ دقیقه انیمه در هر ماه را داشته‌است اما سرعت کنونی وی به یک دقیقه در ماه کاهش یافته‌است. اعلام شده‌است که تا اکتبر سال ۲۰۱۹، نزدیک به ۱۵ درصد از انیمه تکمیل شده‌است.
در ماه مه سال ۲۰۲۰، توشیو سوزوکی به انترتینمنت ویکلی گفت که در حال حاضر ۶۰ انیماتور مشغول فعالیت در تولید فیلم هستند. بعد از ۳ سال، حدود ۳۶ دقیقه از فیلم به پایان رسیده‌است. او گفته‌است چون تمامی مراحل ترسیم با دست انجام می‌شود و نیاز به تعداد فریم‌های زیادی است، در نتیجه انتظار می‌رود که کار اتمام تولید انیمه، ظرف ۳ سال آینده تکمیل شود.